# Boubacar Moungoro
Boubacar Moungoro (Bamako, Mali,  22 de septiembre de 1994) es un exjugador de baloncesto maliense. Jugaba en la posición de alero.

## Carrera deportiva
Moungoro, malí de nacimiento, proviene de la prestigiosa IMG Academy, ubicada en Florida. Allí con sus 1,98 metros de altura y 218 centímetros de envergadura se ha erigido en los últimos cursos como uno de los jóvenes de mayor proyección en el panorama internacional.
El Baloncesto Fuenlabrada suma a sus filas a Boubacar Moungoro que firma un contrato de cuatro años de duración con la entidad madrileña. Moungoro llega a Fuenlabrada para compatibilizar el trabajo en el equipo de la Liga Endesa y en el de Adecco Plata durante la temporada 2014-2015.